# Giro d’Italia 2000
Der 83. Giro d’Italia wurde in 21 Etappen vom 13. Mai bis zum 4. Juni 2000 ausgetragen und vom Vareser Stefano Garzelli gewonnen.
Der Bergspezialist Francesco Casagrande übernahm durch einen Etappensieg auf der neunten Etappe das Maglia Rosa und lieferte sich auf den späteren Bergetappen einen wechselvollen Zweikampf mit dem späteren Gesamtsieger Garzelli, der von seinem Teamkollegen Marco Pantani, der die Austragung 1998 gewonnen hatte und 1999 wegen eines erhöhten Hämatokritwerts ausgeschlossen worden war, unterstützt wurde. Casagrande verlor in den beiden längeren Einzelzeitfahren auf der flachen 11. und bergigen 20. Etappe erheblich Zeit auf seine Mitkonkurrenten und Garzelli übernahm nach dem letzten Zeitfahren die Führung.

## Teilnehmende Mannschaften
| Groupes Sportifs I (14)- Polti - Banesto - Farm Frites - Fassa Bortolo - Kelme-Costa Blanca - La Française des jeux - Lampre-Daikin - Liquigas-Pata - Mapei-Quick Step - Mercatone Uno-Albacom - Rabobank - Saeco-Valli & Valli - Vini Caldirola-Sidermec - Vitalicio Seguros-Grupo Generali Groupes Sportifs II (6)- Amica Chips-Tacconi Sport - Cantina Tollo-Regain - Ceramica Panaria-Gaerne - Linda McCartney Cycling Team - Mobilvetta-Rossin - Aguardiente Néctar-Selle Italia |
| |

## Etappenliste
| Etappe     | Datum   | Etappenorte                                     | type             | Länge (km) | Etappensieger               | Gesamtführender |
| ---------- | ------- | ----------------------------------------------- | ---------------- | ---------- | --------------------------- | --------------- |
| Prolog     | 13. Mai | Rom – Vatikanstadt                              | Prolog           | 6          | Jan Hruška                  |                 |
| 1. Etappe  | 14. Mai | Rom – Terracina                                 |                  | 129        | Ivan Quaranta               |                 |
| 2. Etappe  | 15. Mai | Terracina – Maddaloni                           |                  | 229        | Cristian Moreni             |                 |
| 3. Etappe  | 16. Mai | Paestum – Scalea                                |                  | 174        | Ján Svorada                 |                 |
| 4. Etappe  | 17. Mai | Scalea – Matera                                 |                  | 233        | Mario Cipollini             |                 |
| 5. Etappe  | 18. Mai | Matera – Peschici                               |                  | 232        | Danilo Di Luca              |                 |
| 6. Etappe  | 19. Mai | Peschici – Vasto                                |                  | 170        | Dmitri Konyschew            |                 |
| 7. Etappe  | 20. Mai | Vasto – Teramo                                  |                  | 171        | David McKenzie              |                 |
| 8. Etappe  | 21. Mai | Corinaldo – Prato                               |                  | 255        | Axel Merckx                 |                 |
| 9. Etappe  | 22. Mai | Prato – Abetone                                 |                  | 138        | Francesco Casagrande        |                 |
| 10. Etappe | 23. Mai | San Marcello Pistoiese – Padua                  |                  | 257        | Ivan Quaranta               |                 |
| 11. Etappe | 24. Mai | Lignano Sabbiadoro – San Michele al Tagliamento | Einzelzeitfahren | 45         | Víctor Hugo Peña            |                 |
|            | 25. Mai | 1. Ruhetag                                      | Ruhetag          |            |                             |                 |
| 12. Etappe | 26. Mai | San Michele al Tagliamento – Feltre             |                  | 191        | Enrico Cassani              |                 |
| 13. Etappe | 27. Mai | Feltre – Wolkenstein in Gröden                  |                  | 195        | José Luis Rubiera           |                 |
| 14. Etappe | 28. Mai | Wolkenstein in Gröden – Bormio                  |                  | 205        | Gilberto Simoni             |                 |
| 15. Etappe | 29. Mai | Bormio – Brescia                                |                  | 171        | Biagio Conte                |                 |
| 16. Etappe | 30. Mai | Brescia – Meda                                  |                  | 102        | Fabrizio Guidi              |                 |
| 17. Etappe | 31. Mai | Meda – Genua                                    |                  | 224        | Álvaro González de Galdeano |                 |
| 18. Etappe | 1. Jun. | Genua – Prato Nevoso                            |                  | 176        | Stefano Garzelli            |                 |
| 19. Etappe | 2. Jun. | Saluzzo – Briançon                              |                  | 177        | Paolo Lanfranchi            |                 |
| 20. Etappe | 3. Jun. | Briançon – Sestriere                            | Einzelzeitfahren | 34         | Jan Hruška                  |                 |
| 21. Etappe | 4. Jun. | Turin – Mailand                                 |                  | 198        | Mariano Piccoli             |                 |

## Endstände
| \| Gesamtwertung \| Gesamtwertung \| Gesamtwertung \| Gesamtwertung \| Gesamtwertung \| \| Fahrer \| Fahrer \| Land \| Team \| Zeit \| \| ------------- \| -------------------- \| ------------------ \| -------------------------------- \| ---------------- \| \| 1. \| Stefano Garzelli \| Italien \| Mercatone Uno-Albacom \| 98 h 30 min 14 s \| \| 2. \| Francesco Casagrande \| Italien \| Vini Caldirola-Sidermec \| + 1 min 27 s \| \| 3. \| Gilberto Simoni \| Italien \| Lampre-Daikin \| + 1 min 33 s \| \| 4. \| Andrea Noè \| Italien \| Mapei-Quick Step \| + 4 min 58 s \| \| 5. \| Pawel Tonkow \| Russland \| Mapei-Quick Step \| + 5 min 28 s \| \| 6. \| Hernán Buenahora \| Kolumbien \| Aguardiente Néctar-Selle Italia \| + 5 min 48 s \| \| 7. \| Wladimir Belli \| Italien \| Fassa Bortolo \| + 7 min 38 s \| \| 8. \| José Luis Rubiera \| Spanien \| Kelme-Costa Blanca \| + 8 min 08 s \| \| 9. \| Serhij Hontschar \| Ukraine \| Liquigas-Pata \| + 8 min 14 s \| \| 10. \| Leonardo Piepoli \| Italien \| Banesto \| + 8 min 32 s \| \| 11. \| Santiago Blanco \| Spanien \| Vitalicio Seguros-Grupo Generali \| + 12 min 11 s \| \| 12. \| Paolo Lanfranchi \| Italien \| Mapei-Quick Step \| + 16 min 26 s \| \| 13. \| Dario Frigo \| Italien \| Fassa Bortolo \| + 20 min 49 s \| \| 14. \| Jan Hruška \| Tschechien \| Vitalicio Seguros-Grupo Generali \| + 23 min 21 s \| \| 15. \| Víctor Hugo Peña \| Kolumbien \| Vitalicio Seguros-Grupo Generali \| + 23 min 30 s \| \| 16. \| Óscar Sevilla \| Spanien \| Kelme-Costa Blanca \| + 24 min 09 s \| \| 17. \| Chann McRae \| Vereinigte Staaten \| Mapei-Quick Step \| + 27 min 11 s \| \| 18. \| José Castelblanco \| Kolumbien \| Kelme-Costa Blanca \| + 28 min 55 s \| \| 19. \| Ivan Gotti \| Italien \| Polti \| + 30 min 10 s \| \| 20. \| Francisco Mancebo \| Spanien \| Banesto \| + 31 min 00 s \| |                      |                    |                                  |                  |
| |                      |                    |                                  |                  |
| |                      |                    |                                  |                  |
| Gesamtwertung |                      |                    |                                  |                  |
| Fahrer | Fahrer               | Land               | Team                             | Zeit             |
| 1. | Stefano Garzelli     | Italien            | Mercatone Uno-Albacom            | 98 h 30 min 14 s |
| 2. | Francesco Casagrande | Italien            | Vini Caldirola-Sidermec          | + 1 min 27 s     |
| 3. | Gilberto Simoni      | Italien            | Lampre-Daikin                    | + 1 min 33 s     |
| 4. | Andrea Noè           | Italien            | Mapei-Quick Step                 | + 4 min 58 s     |
| 5. | Pawel Tonkow         | Russland           | Mapei-Quick Step                 | + 5 min 28 s     |
| 6. | Hernán Buenahora     | Kolumbien          | Aguardiente Néctar-Selle Italia  | + 5 min 48 s     |
| 7. | Wladimir Belli       | Italien            | Fassa Bortolo                    | + 7 min 38 s     |
| 8. | José Luis Rubiera    | Spanien            | Kelme-Costa Blanca               | + 8 min 08 s     |
| 9. | Serhij Hontschar     | Ukraine            | Liquigas-Pata                    | + 8 min 14 s     |
| 10. | Leonardo Piepoli     | Italien            | Banesto                          | + 8 min 32 s     |
| 11. | Santiago Blanco      | Spanien            | Vitalicio Seguros-Grupo Generali | + 12 min 11 s    |
| 12. | Paolo Lanfranchi     | Italien            | Mapei-Quick Step                 | + 16 min 26 s    |
| 13. | Dario Frigo          | Italien            | Fassa Bortolo                    | + 20 min 49 s    |
| 14. | Jan Hruška           | Tschechien         | Vitalicio Seguros-Grupo Generali | + 23 min 21 s    |
| 15. | Víctor Hugo Peña     | Kolumbien          | Vitalicio Seguros-Grupo Generali | + 23 min 30 s    |
| 16. | Óscar Sevilla        | Spanien            | Kelme-Costa Blanca               | + 24 min 09 s    |
| 17. | Chann McRae          | Vereinigte Staaten | Mapei-Quick Step                 | + 27 min 11 s    |
| 18. | José Castelblanco    | Kolumbien          | Kelme-Costa Blanca               | + 28 min 55 s    |
| 19. | Ivan Gotti           | Italien            | Polti                            | + 30 min 10 s    |
| 20. | Francisco Mancebo    | Spanien            | Banesto                          | + 31 min 00 s    |

| Punktewertung | Punktewertung                  | Punktewertung | Punktewertung                    | Punktewertung |
| Fahrer        | Fahrer                         | Land          | Team                             | Punkte        |
| ------------- | ------------------------------ | ------------- | -------------------------------- | ------------- |
| 1.            | Dmitri Konyschew               | Russland      | Fassa Bortolo                    | 159 P.        |
| 2.            | Fabrizio Guidi                 | Italien       | La Française des jeux            | 119 P.        |
| 3.            | Ján Svorada                    | Tschechien    | Lampre-Daikin                    | 116 P.        |
| 4.            | Stefano Garzelli               | Italien       | Mercatone Uno-Albacom            | 114 P.        |
| 5.            | Francesco Casagrande           | Italien       | Vini Caldirola-Sidermec          | 106 P.        |
| 6.            | Gilberto Simoni                | Italien       | Lampre-Daikin                    | 106 P.        |
| 7.            | Silvio Martinello              | Italien       | Polti                            | 86 P.         |
| 8.            | Miguel Ángel Martín Perdiguero | Spanien       | Vitalicio Seguros-Grupo Generali | 73 P.         |
| 9.            | Paolo Lanfranchi               | Italien       | Mapei-Quick Step                 | 70 P.         |
| 10.           | Wladimir Belli                 | Italien       | Fassa Bortolo                    | 67 P.         |

| Bergwertung | Bergwertung            | Bergwertung | Bergwertung                     | Bergwertung |
| Fahrer      | Fahrer                 | Land        | Team                            | Punkte      |
| ----------- | ---------------------- | ----------- | ------------------------------- | ----------- |
| 1.          | Francesco Casagrande   | Italien     | Vini Caldirola-Sidermec         | 71 P.       |
| 2.          | José Jaime González    | Kolumbien   | Aguardiente Néctar-Selle Italia | 71 P.       |
| 3.          | Stefano Garzelli       | Italien     | Mercatone Uno-Albacom           | 47 P.       |
| 4.          | Gilberto Simoni        | Italien     | Lampre-Daikin                   | 42 P.       |
| 5.          | Karsten Kroon          | Niederlande | Rabobank                        | 31 P.       |
| 6.          | Félix Cárdenas         | Kolumbien   | Kelme-Costa Blanca              | 21 P.       |
| 7.          | José Enrique Gutiérrez | Spanien     | Kelme-Costa Blanca              | 21 P.       |
| 8.          | Paolo Lanfranchi       | Italien     | Mapei-Quick Step                | 16 P.       |
| 9.          | Dario Frigo            | Italien     | Fassa Bortolo                   | 15 P.       |
| 10.         | José Javier Gómez      | Spanien     | Kelme-Costa Blanca              | 13 P.       |

| Mannschaftswertung | Mannschaftswertung               | Mannschaftswertung | Mannschaftswertung |
| Team               | Team                             | Land               | Zeit               |
| ------------------ | -------------------------------- | ------------------ | ------------------ |
| 1.                 | Mapei-Quick Step                 | Belgien            | 295 h 29 min 39 s  |
| 2.                 | Vitalicio Seguros-Grupo Generali | Spanien            | + 31 min 03 s      |
| 3.                 | Kelme-Costa Blanca               | Spanien            | + 31 min 23 s      |
| 4.                 | Fassa Bortolo                    | Italien            | + 38 min 25 s      |
| 5.                 | Banesto                          | Spanien            | + 41 min 36 s      |
| 6.                 | Mercatone Uno-Albacom            | Italien            | + 1 h 16 min 02 s  |
| 7.                 | Aguardiente Néctar-Selle Italia  | Kolumbien          | + 1 h 40 min 11 s  |
| 8.                 | Lampre-Daikin                    | Italien            | + 1 h 40 min 13 s  |
| 9.                 | Liquigas-Pata                    | Italien            | + 1 h 45 min 10 s  |
| 10.                | Polti                            | Italien            | + 1 h 49 min 55 s  |